# Okrouhlice

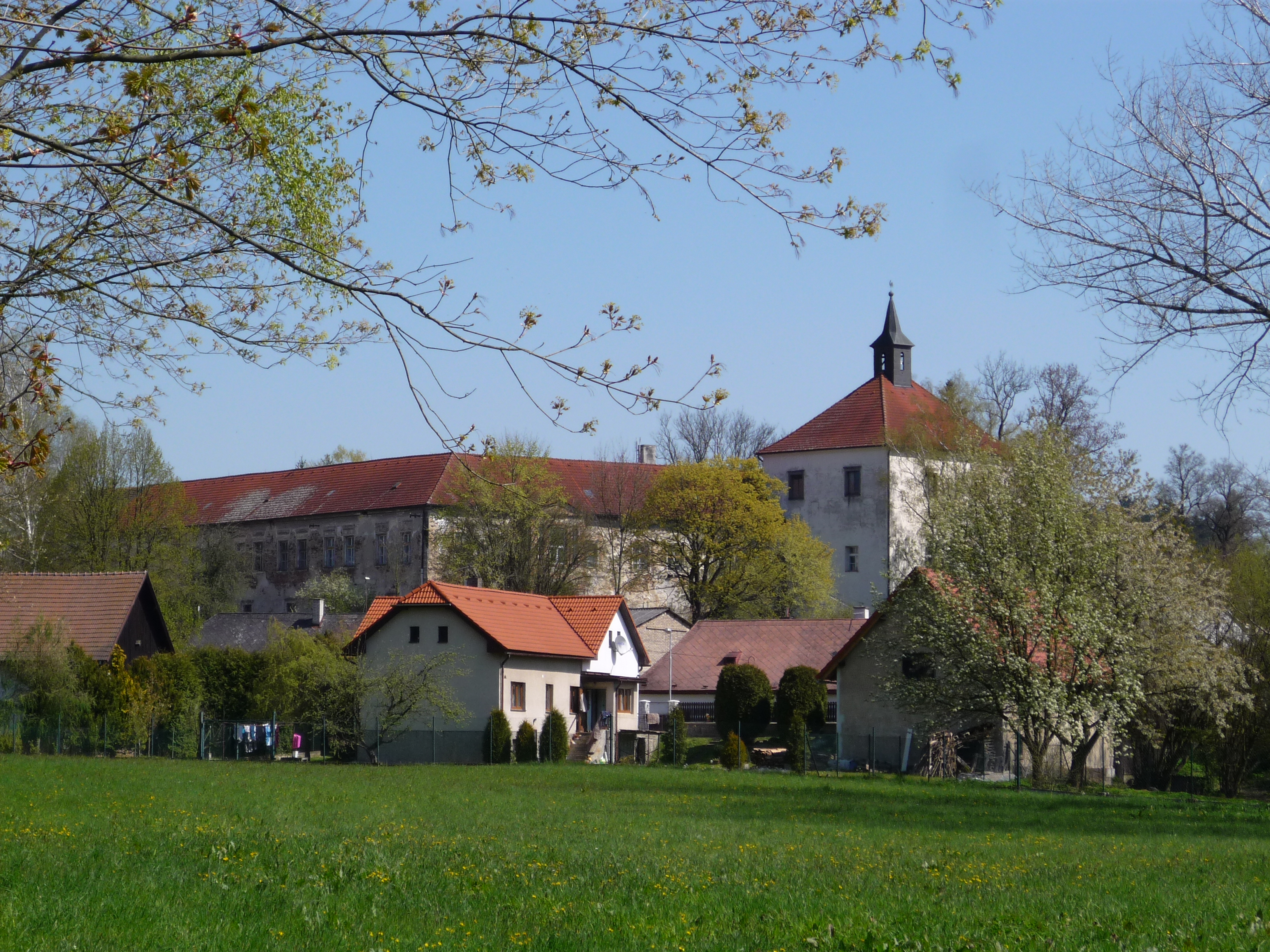
Okrouhlice, im Hintergrund das Schloss

Okrouhlice (deutsch Okrauhlitz, 1939–45 Okrauchlitz) ist eine Gemeinde in Tschechien. Sie liegt sieben Kilometer nordwestlich des Stadtzentrums von Havlíčkův Brod und gehört zum Okres Havlíčkův Brod.

## Geographie
Okrouhlice befindet sich am rechten Ufer der Sázava gegenüber der Einmündung des Baches Perlový potok  in der Hornosázavská pahorkatina (Hügelland an der oberen Sázava). Westlich des Dorfes mündet der Lučický potok in die Sázava. Durch Okrouhlice führen die Bahnstrecke Znojmo–Nymburk sowie die Staatsstraße II/150 zwischen Havlíčkův Brod und Světlá nad Sázavou. Im Süden erhebt sich der Vadínský kopec (470 m n.m.).
Nachbarorte sind Veselů Mlýn, Valečov und Lučice im Norden, Chlum, Radostín und Veselý Žďár im Nordosten, Kotlasův Dvůr, Černý Les und Dolní Chlístov im Osten, Veselice und Klanečná im Südosten, Vadín, Krásná Hora und Mozolov im Süden, Svitálka, Vítonín, Volichov und U Šmerdů im Südwesten, Babice im Westen sowie Olešnice im Nordwesten.

## Geschichte
Das Dorf wurde im Zuge der Kolonisation des Grenzwaldes zwischen Böhmen und Mähren durch das Benediktinerkloster Wilmzell an einer Furt durch die Sázava gegründet. Die erste schriftliche Erwähnung von Wokrauhlice erfolgte 1207. Im Jahre 1388 verkaufte der Abt Peter die Dörfer Wokrauhlici und Chlístov an den Vladiken Bernard, der danach das Prädikat von Okrouhlice verwendete. Dieser – oder seine Nachfahren – errichteten auf dem Sporn bei der Furt eine Feste. Zu den nachfolgenden Besitzern gehörte Ruprecht von Okrouhlice, der 1415 auf dem Beschwerdebrief des böhmischen und mährischen Adels gegen die Verbrennung von Jan Hus siegelte. 1418 wurde Mikeš Hřebec von Okrouhlice erwähnt, er hatte seinen Sitz zuvor in Pohleď. Ab 1442 gehörte das Gut dem Hroznata von Okrouhlice, der in Diensten des Landfrieds stand und am 3. September 1442 an der nächtlichen Besetzung von Prag teilnahm. Er verkaufte Okrouhlice vor 1454 an Tomek von Kněnice, der sich danach Okrouhlický von Kněnice nannte. Václav Okrouhlický von Kněnice, der ab 1528 Besitzer von Okroulice war, hielt zudem auch die Güter Tuchotice, Třebešice, Vidice und Mezholezy. 1539 übernahm der Podiebrader Burggraf Jan Okrouhlický von Kněnice das Gut. Er verpfändete es 1542 an Adam Dobrženský von Dobrženitz, der jedoch wegen unterbliebener Steuerzahlung nicht in der Landtafel eingetragen wurde. In der zweiten Hälfte des 16. Jahrhunderts verkam das Gut, als Besitzer wechselten sich finanzschwache niedere Adlige ab. Um 1590 erwarb Burian III. Trčka von Lípa Okrouhlice und schloss das Gut an seine Herrschaft Světlá an. Aus dem Urbar von 1591 geht hervor, dass sich die Dörfer Okrouhlice und Chlístov in üblem Zustand befanden; der Feste Okrouhlice drohte der Einsturz. Im Jahre 1633 wurden die Güter Květinov und Věž mit Okrouhlice verbunden. Nach der Ermordung von Adam Erdmann Trčka von Lípa konfiszierte Kaiser Ferdinand II. am 29. März 1634 dessen Güter und die seines Vaters Jan Rudolf Trčka von Lípa, deren Schätzwert zusammen bei 4.000.000 Gulden lag; das Konfiskationspatent wurde im Mai 1636 durch den Reichshofrat in Wien bestätigt.
Ferdinand II. ließ die Herrschaft Světlá in landtäflige Güter zerstückeln und verkaufte sie Günstlingen. Den verbliebenen Teil der Herrschaft verkaufte er 1636 seinem Kämmerer und Kriegsrat Don Aldobrandini, der sie dem Sohn des Generals Pappenheim, dem Großprior der Malteser Wolf Adam zu Pappenheim, überließ. Nach dessen Tod erfolgte eine Güterteilung. Die Pappenheimer Erben erhielten das auf 53.300 Gulden geschätzte Gut Okrouhlice mit den von der Herrschaft Světlá losgelösten Dörfern Poděbaby, Veselice, Panský Dvůr, Novotného Dvůr, Olešná Lhota, Klanečná, Babice, Michalovice, Kvasetice, Květinov, Kojkovičky, Čekánov, Bratroňov, Jedouchov, Boňkov, Leština, Skála, Vadín und Zdislavice. Neben der Rychta Okrouhlice bestanden auch die Rychta Olešná Lhota, Čekánov und Dvořáci (Okrauhlitzer Höfler). Nicht erwähnt wurden bei dieser Güterteilung die Dörfer um Krásná Hora sowie Veselý Žďár und Chlístov; wann diese an das Gut Okrouhlice angeschlossen wurden, ist nicht überliefert. Am 5. Juni 1637 verkauften die Pappenheimer Erben das Gut Okrouhlice für 40.000 Gulden an Philipp Adam zu Solms-Lich. Nachdem 1639 und 1645 schwedische Truppen die Gegend besetzt und verwüstet hatten, forderte der Graf zu Solms den Erlass der noch ausstehenden Kaufgelder von knapp 16.500 Gulden. Solms verschuldete sich wegen der hohen Ausgaben zur Finanzierung des kaiserlichen Heeres und seines Lebens am Kaiserhof; um 1640 musste er die Dörfer Věž, Květinov und Kojkovičky verkaufen und die Okrauhlitzer Höfler an die Herrschaft Lipnitz verpfänden. Erst im Oktober 1648 zogen die Schweden von der Burg Lipnice ab. Im Urbar von 1668 wurde erstmals der seit dem Ende des 16. Jahrhunderts wüste Herrenhof Pelestrov als Teil des Gutes Okrouhlice aufgeführt. 1670 erbte die Witwe Helena Elisabeth zu Solms-Lich, geborene Raschin von Riesenburg das Gut Okrouhlice einschließlich der 24 Höfe um Deutschbrod (Okrouhličtí Dvořáci); sie heiratete später Ferdinand Rudolf von Waldstein und wurde Mitbesitzerin des Gutes Herálec. Das Gut Okrouhlice übereignete sie 1674 ihrem Mann. Dieser ließ 1680 auf dem Gelände der alten Feste ein zweiflügeliges Schloss als Witwenresidenz errichten. Nach dem Tode von Ferdinand Rudolf von Waldstein wurden die Güter Herálec und Okrouhlice 1696 an den Grafen Kornel verkauft. Im Jahre 1708 erwarb Michael Achatius von Kirchner die Güter Pollerskirchen, Herálec und Okrouhlice mit Věž; das Gut Okrouhlice überließ er noch im selben Jahre Jan Petr Straka von Nedabylic. Dieser ließ das Schloss umbauen; nördlich davon ließ er anstelle der Schäferei eine Brauerei errichten. Straka verfügte in seinem 1710 niedergelegten Testament die Errichtung der Straka-Akademie, einer Stiftung zur Errichtung eines Internatsgymnasiums für junge verarmte Adelige. In diese flossen neben seinem Gütern Okrauhlitz, Liebtschan und Ober Weckelsdorf, deren Wert auf 377.000 Gulden taxiert wurde, auch ein Barvermögen von 38.542 Gulden ein.
Am 31. Juli 1714 führte ein Wolkenbruch in der Gegend von Žďár nad Sázavou und Polná zu einer Sturzflut der Šlapanka und Sázava, die insbesondere in Deutschbrod und Babice, aber auch in Okrouhlice schwere Schäden hinterließ. In Babice wurden alle Häuser fortgerissen, wobei 42 Menschen mit den Fluten verschwanden. In Okrouhlice wurden die Mühle und die Brücke sowie einige Häuser zerstört, das Wasser stieg bis in den Schlossgarten. Der hölzerne Glockenturm der Deutschbroder Katharinenkirche mit den beiden Glocken wurde bei Okrouhlice angeschwemmt. Nach Abzug der Flut blieb am 3. August eine 0,5 m hohe schwarze Schlammschicht mit Resten von Gebäuden und Zäunen zurück.
Nach dem Erlöschen des Grafengeschlechts Straka von Nedabylic wurden die drei Güter ab 1771 als Graf Straka Gestift verwaltet. Da die Straka-Akademie nicht zustande gekommen war, wurde 1782 auf Anordnung des Kaisers Joseph I. aus dem Ertrag der drei Güter ein jährliches Stipendium für studierende böhmische Jünglinge adeligen Standes in sämtlichen k. k. Erblanden ausgelobt, das in den niederen Schulen in Höhe 200 Gulden und in den höheren Schulen in Höhe von 300 Gulden gewährt wurde. Genussberechtigt waren vor allem die Verwandten des Stifters, aber auch andere junge böhmische Adlige aus dem Herren- und Ritterstand. Das Präsentationsrecht stand wechselseitig dem Kaiser und den böhmischen Landständen zu. 1792 wurden die drei Stiftungsgüter unter die Oberverwaltung des böhmisch-ständischen Landesausschusses gestellt. Zu dieser Zeit wurden Teile der Grundherrschaft parzelliert und an Familianten verkauft. Während der Napoleonischen Kriege diente der Kornspeicher als Lazarett.
Die im Caslauer Kreis gelegene Stiftungsherrschaft Okrauhlitz umfasste 1840 eine Nutzfläche von 10.107 Joch 301 Quadratklafter. Die zum Gut gehörigen Wälder mit einer Fläche von 1799 Joch 1095 Quadratklafter wurden von zwei Forstrevieren in Skala und Pelestrow bewirtschaftet. Sämtliche Meierhöfe, die in Okrauhlitz, Chlistow, Saar, Pelestrow, Bezděkow, Papschikow und Nowotner Hof bestanden hatten, waren emphyteutisiert. Auf dem Gebiet lebten in den Dörfern Okrauhlitz, Krasnahora, Babitz (Babice), Wadin (Vadín), Chlistow (Chlístov), Mozolow (Mozolov), Čekanow (Čekánov), Březinka, Bratroniow (Bratroňov), Bezděkow (Bezděkov), Klanečna (Klanečná), Weselitz (Veselice), Poděbab (Poděbaby), Schmollow, Höflern, Saar, Skala, Jedauchow, Leschtina und Zdislawitz insgesamt 4501 tschechischsprachige Personen, darunter eine helvetische und zwei jüdische Familien. Die Haupterwerbsquelle bildete die Landwirtschaft sowie Flachsspinnerei und Weberei. Das Dorf Okrauhlitz bestand aus 30 Häusern, in denen 258 Personen, darunter eine jüdische Familie lebten. Im Ort gab es ein obrigkeitliches Schloss mit der Kanzlei und der Wohnung des Amtsdirektors, ein dominikales Bräuhaus, ein dominikales Branntweinhaus und eine Pottaschensiederei, ein Wirtshaus und eine dreigängige Mühle mit Brettsäge und Ölstampfe. Der Meierhof war emphyteutisiert und die Grundstücke zeitlich verpachtet. Pfarrort war Krasnahora. Im Jahre 1846 ließ die Herrschaft die Straßen von Wadin nach Březinka und von Okrauhlitz nach Lipnitz rekonstruieren; jeder Untertan hatte dabei 10 Klafter Straße mit Bruchstein aus dem Wadiner Steinbruch zu befestigen. Die Schlosskapelle wurde 1847 entweiht. Bis zur Mitte des 19. Jahrhunderts blieb Okrauhlitz das Amtsdorf der gleichnamigen Stiftungsherrschaft.
Nach der Aufhebung der Patrimonialherrschaften bildete Okrouhlice ab 1849 einen Ortsteil der Gemeinde Veselý Žďár im Gerichtsbezirk Deutschbrod. Am 7. Januar 1861 brannte das Schloss aus. Ab 1868 gehörte der Ort zum Bezirk Deutschbrod. 1869 hatte Okrouhlice 274 Einwohner und bestand aus 31 Häusern. Am 21. Dezember 1870 erhielt der Ort mit der Eröffnung des Teilstückes zwischen Goltsch-Jenikau und Deutschbrod durch die Österreichische Nordwestbahn einen Anschluss an das Eisenbahnnetz, der zu einem wirtschaftlichen Aufschwung führte. 1876 löste sich Okrouhlice von Veselý Žďár los und bildete eine eigene Gemeinde. Im Jahre 1900 lebten in Okrouhlice 312 Menschen, 1910 waren es 356. 1930 hatte Okrouhlice 529 Einwohner und bestand aus 102 Häusern. 1964 wurden Babice, Chlístov, Olešnice und Vadín eingemeindet.
Beim Zensus von 2001 lebten in den 401 Häusern der Gemeinde 1218 Personen, davon 194 in Babice (66 Häuser), 100 in Chlístov (36 Häuser), 558 in Okrouhlice (178 Häuser), 224 in Olešnice (57 Häuser) und 142 in Vadín (64 Häuser).

## Gemeindegliederung
Die Gemeinde Okrouhlice besteht aus den Ortsteilen Babice (Babitz), Chlístov (Chlistow), Okrouhlice (Okrauhlitz), Olešnice (Woleschnitz) und Vadín (Wadin). Grundsiedlungseinheiten sind Babice, Dolní Chlístov (Unter Chlistow), Horní Chlístov (Ober Chlistow), Okrouhlice, Olešnice, Vadín und Valečov (Waleczow). Zu Okrouhlice gehören zudem die Einschichten Veselů Mlýn (Wrzakow) und U Malátů.
Das Gemeindegebiet gliedert sich in die Katastralbezirke Babice u Okrouhlice, Chlístov u Okrouhlice, Okrouhlice, Olešnice u Okrouhlice und Vadín.

## Sehenswürdigkeiten

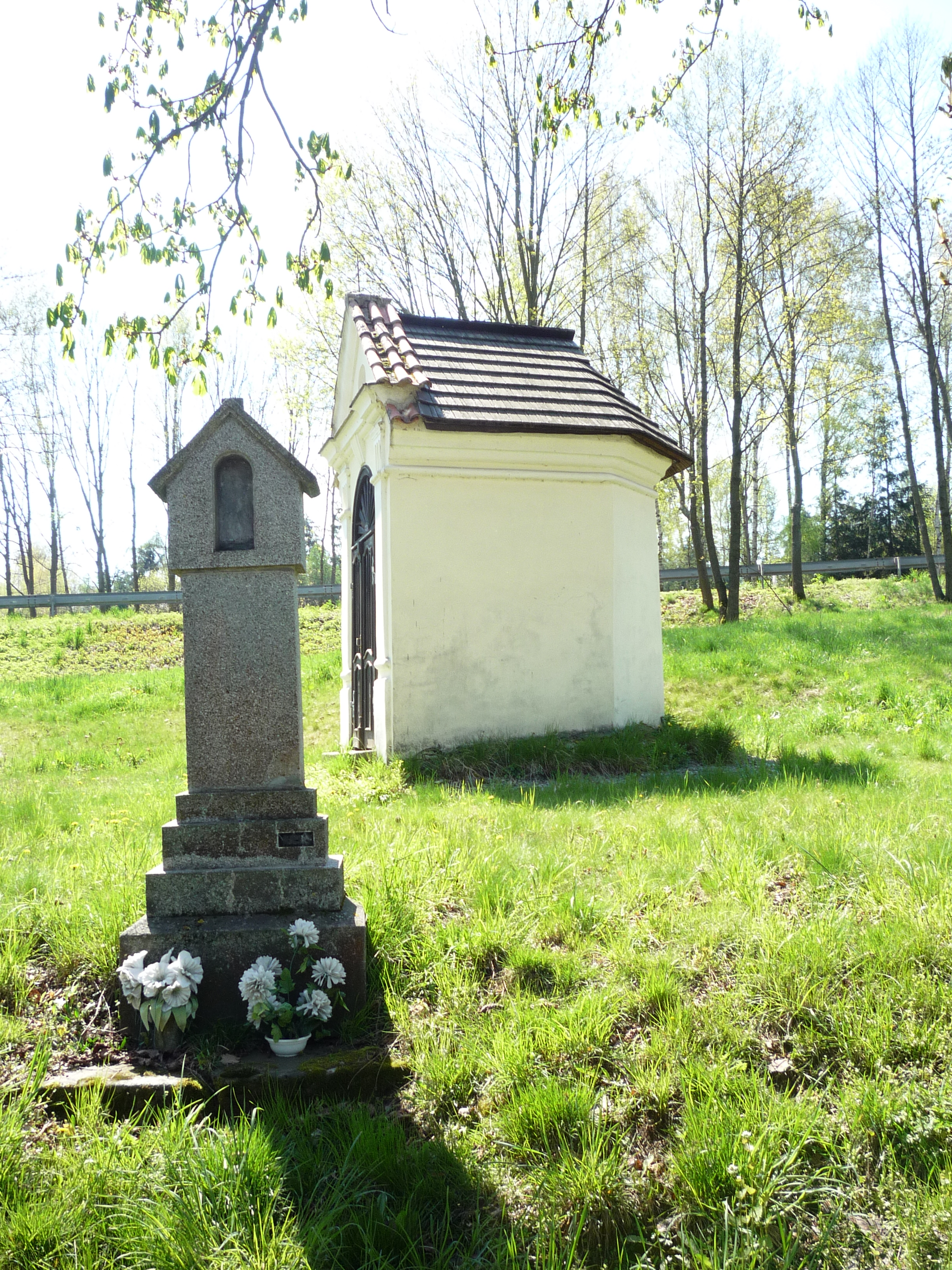
Bildstock und Kapelle der hl. Familie

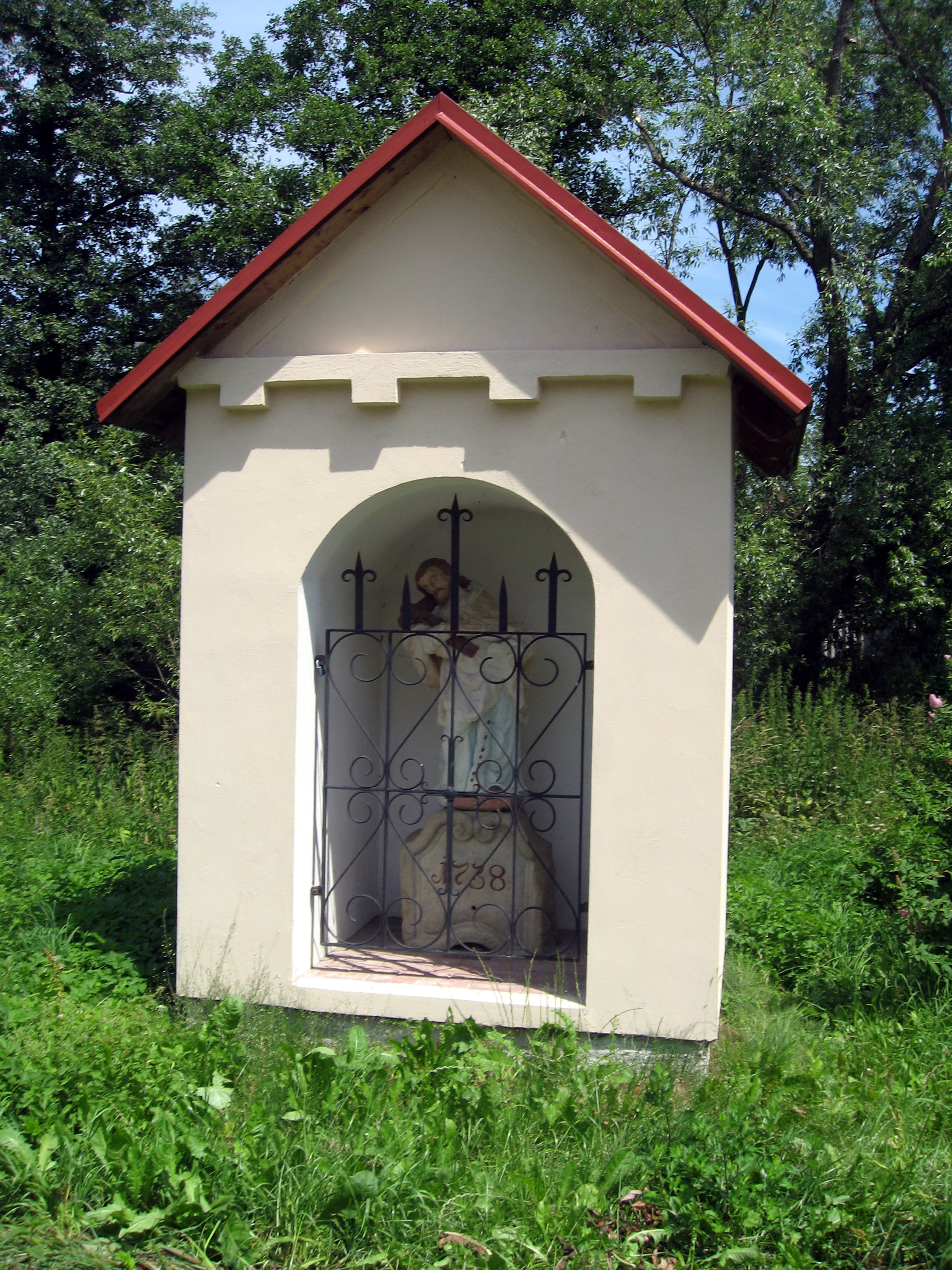
Kapelle des hl. Johannes von Nepomuk

- Schloss Okrouhlice, erbaut 1680 anstelle einer verfallenen Feste, von der nur das gotische Portal im Turm erhalten blieb, durch Ferdinand Rudolf von Waldstein als Witwensitz für seine Frau. Der einstöckige zweiflügelige Bau mit Arkadenhof, hohem Turm, Saal und Schlosskapelle der hl. Anna sowie einem kleinen Landschaftsgarten war vom Dorfplatz durch eine hohe Mauer abgetrennt. Nach 1708 ließ Johann Peter Straka von Nedabylic das Schloss umbauen und einen Speicher mit hohem Giebel hinzubauen. Den Schlossgarten ließ er vom Gärtner Beránek neu gestalten. Nach Strakas Tod floss das Schloss in die Straka-Stiftung ein. 1848 wurde im Innenhof ein steinerner Brunnen angelegt, der aus einem Teich am nördlichen Ortsrand mit Wasser versorgt wird. Nach der Aufhebung der Grundherrschaften diente das Schloss als Obdach für verarmte Adlige. Nach dem durch einen defekten Schornstein ausgelösten Brand vom 7. Januar 1861 wurde das Schloss aus den begrenzten Mitteln der Straka-Stiftung in einer vereinfachten und stark zweckmäßigen Form ohne Stuck und mit einem einfachen Ziegeldach schnell wiederaufgebaut. Anstelle der ehemaligen Kapelle entstanden Büroräume. Der Schlossturm wurde um ein Stockwerk abgesenkt, die Turmkuppel sowie die vier Turmuhren wurden nicht wiederhergestellt. Bereits am 6. August desselben Jahres erhielt der Turm ein neues Blechdach. Nach dem Ersten Weltkrieg wurden die Räume des Schlosses als Wohnungen vermietet. Nach dem Zweiten Weltkrieg übernahm das Unternehmen Karlovarský porcelán aus Stará Role das Schloss und nutzte die Räume als Fabrikniederlassung. Das Schloss und der Park wurden in dieser Zeit verwüstet. Über dem Haupteingang befindet sich das Wappen der Grafen Straka von Nedabylic mit der Inschrift Lidumil vlasti.
- Bildstock und Kapelle der hl. Familie, am linken Flussufer unterhalb der Staatsstraße
- Nischenkapelle des hl. Johannes von Nepomuk, am linken Flussufer vor der Brücke, errichtet 1738

## Söhne und Töchter der Gemeinde
- Josef Hyrš (1849–1921), Politiker
- Jan Zrzavý (1890–1977), Maler, Grafiker und Illustrator